# 200578 Yungchuen
200578 Yungchuen este un asteroid din centura principală de asteroizi.

## Descriere
200578 Yungchuen este un asteroid din centura principală de asteroizi. A fost descoperit pe 23 august 2001 la Observatorul Desert Eagle de William Kwong Yu Yeung. Asteroidul prezintă o orbită caracterizată de o semiaxă mare de 2,27 ua, o excentricitate de 0,24 și o înclinație de 6,4° în raport cu ecliptica.